# Georgij Vitsin

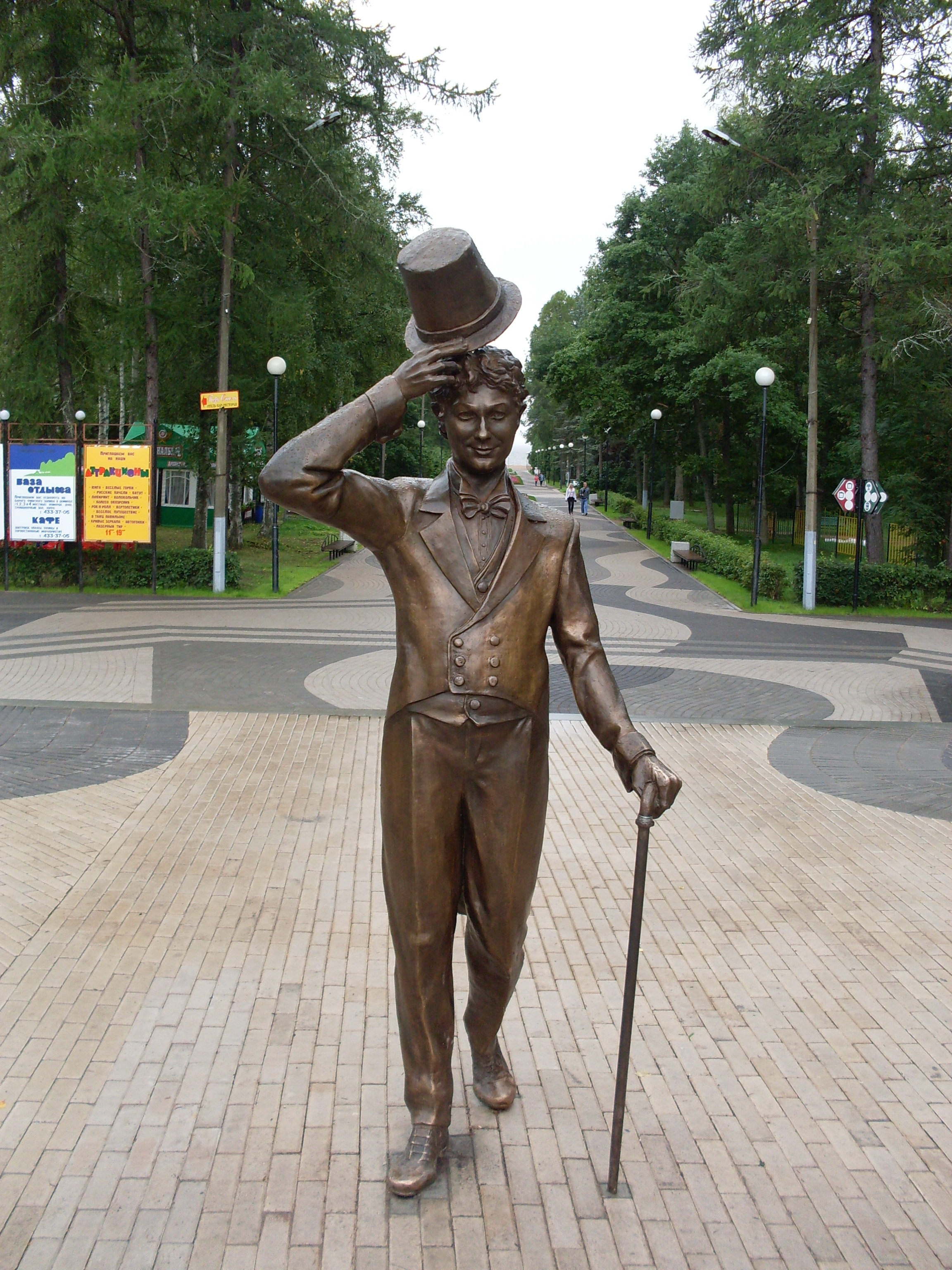
En staty som ska föreställa Vitsin.

Georgij Michajlovitj Vitsin (ryska: Георгий Михайлович Вицин), född 18 april (gamla stilen: 5 april) 1917 i Terijoki, Finland, död 22 oktober 2001 i Moskva, var en sovjetisk skådespelare. 
Vitsin var bland annat känd för att vara medlem i en komisk trojka bestående ytterligare av Jurij Nikulin och Jevgenij Morgunov. Vitsin framträdde i trion i exempelvis filmen Enlevering på kaukasiska 1966. 1990 erhöll han titeln folkets artist i Sovjetunionen.
1. ↑  Большая российская энциклопедия, Stora ryska encyklopedin, no value, läs online och läs online.[källa från Wikidata]